# NestJS
NestJS是一个基于Node.js的服务器端Web框架。NestJS是自由及开放源代码软件，采用MIT许可证发布。

## 历史
2017年2月，Kamil Myśliwiec受Angular启发，开始构建一个基于Node.js的框架，采用基于Socket.IO和Express的架构。据NestJS的GitHub仓库，第一次标记了的发布版本是在2017年11月23日的4.4.0。
在接下来的几年里，NestJS拓展了功能，增加了对更多适配器和驱动程序（如Fastify）的支持、引入了RabbitMQ和Kafka等流行的消息代理的集成。

## 特性
NestJS提供了多个用于处理请求和响应的特性。中间件基于Express，并在路由处理程序之前执行。守卫用于通过确定请求是否符合特定条件来控制访问路由。拦截器允许在方法执行前后执行额外的逻辑。拦截器应实现 NestInterceptor 的 intercept 方法。